# Tephrosia brummittii
Tephrosia brummittii är en ärtväxtart som beskrevs av Brian David Schrire. Tephrosia brummittii ingår i släktet Tephrosia och familjen ärtväxter. Inga underarter finns listade i Catalogue of Life.